# 第18空挺軍団 (アメリカ軍)
第18空挺軍団（だい-くうていぐんだん、英語：XVIII Airborne Corps）はアメリカ陸軍総軍の部隊。1942年に編制され、第二次世界大戦中に様々な作戦に参加している。世界中への緊急展開を目的としており、「アメリカの緊急軍団(America's Contingency Corps)」と言われている。司令部はノースカロライナ州フォートブラッグ。

## 指揮
現在の軍団の指揮は、以下の通り。
- 司令官:クリストファー・T・ドナヒュー陸軍中将[3]
- 副司令官:ブライアン・メンネス陸軍少将
- 副司令官(作戦):ロバート(ボブ)・T・リッチー陸軍准将、カナダ陸軍[3]
- 参謀長:ジョン・P・コグビル陸軍大佐
- 軍団最上級曹長:TJ・ホランド最上級曹長[3]

## 歴史

### 第二次世界大戦

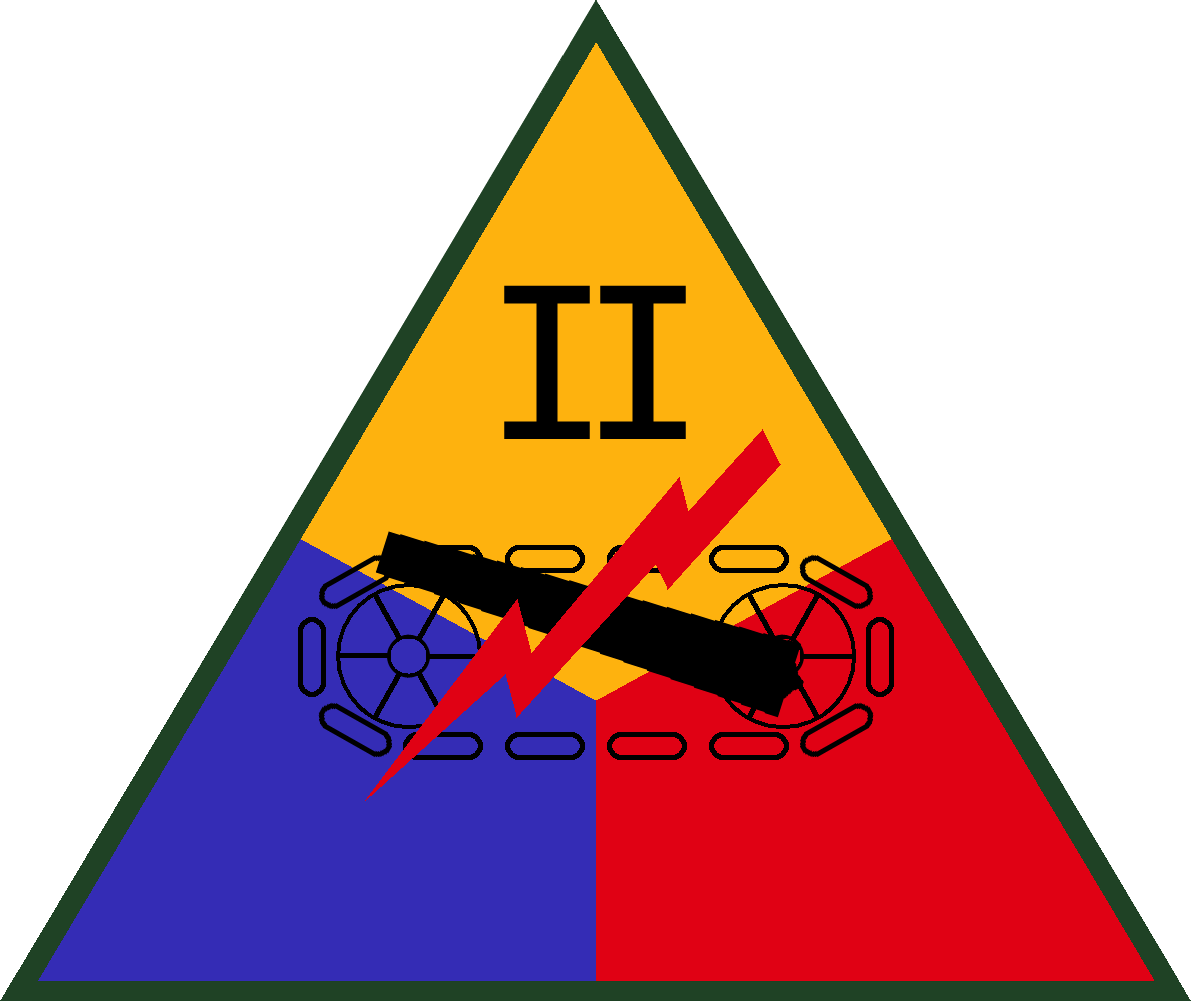
第2機甲軍団
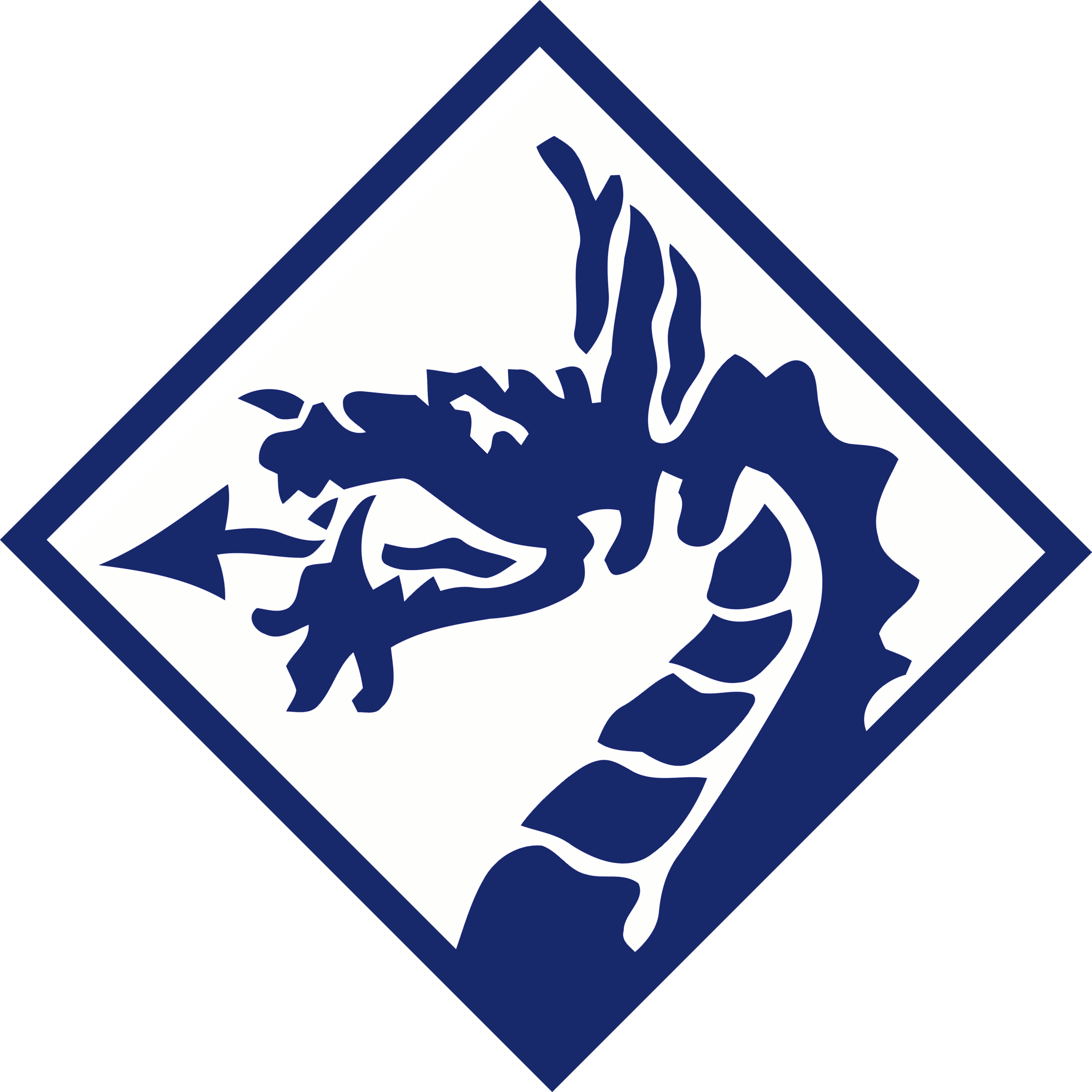
第18軍団
第18空挺軍団

第18空挺軍団は、アメリカ合衆国が第二次世界大戦に参戦してから5週間後の1942年1月17日に、第2機甲軍団としてルイジアナ州キャンプ・ポークにてウィリアム・H・H・モリス・ジュニア少将の指揮下に編制された。その後、機甲軍団の有用性が失われると、1943年10月9日にカリフォルニア州プレシディオ・オブ・モントレーにおいて、第18軍団に再編された。
1944年8月17日にヨーロッパに展開し、8月25日にイングランドのオグボーン・セントジョージで現在の第18空挺軍団に再編されると、マーケット・ガーデン作戦の準備の一環として第82空挺師団及び第101空挺師団を指揮下に入れた。この2つの師団は、もともと第7軍団の指揮下にあり、連合国軍のノルマンディー侵攻作戦であるオーヴァーロード作戦に参加し、ノルマンディーに空挺降下している。
この時、第18空挺軍団の新たな指揮官としてマシュー・リッジウェイ少将が就任している。リッジウェイ少将は、イタリアのハスキー作戦とノルマンディーにおいて第82空挺師団の師団長を務めた、非常に有能な空挺指揮官であった。また、この時、第18空挺軍団は第1連合空挺軍の指揮下に入った。第18空挺軍団司令部は、マーケット・ガーデン作戦での任務は担当せず、イギリスの第1空挺軍団とともに、第82空挺師団及び第101空挺師団を含む連合国軍の全ての空挺部隊の作戦指揮を執った。
その後、バルジの戦いにおいて第18空挺軍団は、重要な任務を果たしている。なお、この時の指揮官はジェームズ・ギャビン少将であった。第18空挺軍団は、西部戦線の全てのアメリカ空挺部隊を指揮下に入れていた。第18空挺軍団は、ライン川を渡りナチス・ドイツ領内に侵攻するヴァーシティー作戦を計画し、実行した。この作戦は、第二次世界大戦における最大規模の空挺作戦であり、イギリス陸軍第1空挺師団とアメリカ陸軍第17空挺師団が参加した。
その後、リッジウェイ少将が指揮官に戻ると、ドイツ侵攻に参加した後、1945年6月にアメリカに帰国した。当初は、日本侵攻作戦であるダウンフォール作戦に参加する予定であった。しかし、8月に日本が降伏したため、1945年10月15日にケンタッキー州フォート・キャンベルにおいて、第18空挺軍団は解散した。

### 冷戦
第18空挺軍団は、1951年5月21日に、ジョン・W・レナード少将の指揮下で再編制された。それ以来、軍団はアメリカ陸軍の主要な戦略的対応部隊として活躍し、軍団の各部隊は中央アメリカやアメリカ中央軍の管轄区域において主要なものだけでも12以上の戦闘任務や人道支援任務に参加している。
1958年、第18空挺軍団には戦略軍団としての任務も追加された。これにより緊急事態宣言なしに、短時間で世界中に展開できる柔軟な攻撃能力を獲得した。第18空挺軍団の指揮下にあった第4歩兵師団(ワシントン州フォートルイス)及び第101空挺師団(ケンタッキー州フォート・キャンベル)が第一線級の師団、第1歩兵師団(カンザス州フォートライリー)及び第82空挺師団(ノースカロライナ州フォートブラッグ)がバックアップと戦力増強のための師団に指定された。同じくフォートブラッグの第5兵站コマンド(後に解散)が軍団の兵站支援を担当し、第18空挺軍団砲兵隊が軍団の砲兵部隊を統制した。
第18空挺軍団は、1965年にアメリカ軍によるドミニカ共和国占領(パワーパック作戦)に参加した。またベトナム戦争にも第101空挺師団全てと第82空挺師団の第3旅団が参加している。
1967年、デトロイトにおける暴動鎮圧とコンゴ民主共和国におけるドラゴン・ルージュ作戦に参加した。ドラゴン・ルージュ作戦では、コンゴ動乱の中にあるコンゴ政府を支援し、反乱軍に捕らわれた民間人の人質救出を実施した。
1982年、キャンプ・デービッド合意を保証するための多国籍軍(イギリスがオブザーバー参加)の一部として、シナイ半島にアメリカ軍部隊として最初に展開した。
1983年、グレナダ侵攻であるアージェント・フュリー作戦の一環としてグレナダにおいて、民主的に選挙された政府を再建することを目標として展開した。
1989年、カール・スタイナー中将の指揮下で、第18空挺軍団はパナマ侵攻(ジャストコーズ作戦)に参加した。スタイナー中将は、南部統合任務部隊司令官を兼任した。

### 湾岸戦争
1991年、第18空挺軍団は、湾岸戦争に参加した。軍団は、第7軍団の北側側面におけるイラクの反撃を防御する任務を担当した。この時、第82空挺師団、第101空挺師団、第24歩兵師団、第24装甲騎兵連隊とともに、フランス陸軍第6軽機甲師団(LAD)(フランス外人部隊も含まれていた。)の作戦統制権を獲得した。
砂漠の盾作戦と砂漠の嵐作戦の間、第18空挺軍団砲兵隊は、第8砲兵連隊第3大隊、同第5大隊、第39野戦砲兵連隊第1大隊で構成されていた。この3つの砲兵大隊は、第82空挺師団とアメリカ陸軍特殊部隊群の間に野営地を設置した。このうち第39野戦砲兵連隊第1大隊だけは空挺大隊であり、今日までに歴史上唯一、155mm砲を空挺配備し、活躍した。第39野戦砲兵連隊第1大隊と第8砲兵連隊第3大隊は、湾岸戦争におけるイラク侵攻で重要な役割を果たし、フランス外人部隊と第82空挺師団に対し、火力支援を行った。第8砲兵連隊第5大隊も、第82空挺師団とフランス軍に対し、重要な火力支援を行っている。第8砲兵連隊第5大隊は、3個中隊から構成され、Ａ中隊とＢ中隊は空挺資格を有し、C中隊は空中強襲資格を有していた。戦後、A中隊とB中隊はノースカロライナ州フォートブラッグに、C中隊はケンタッキー州フォート・キャンベルに配備されたが、湾岸戦争から数年後に、再び1個の大隊の下に結集された。
第18空挺軍団の部隊で構成された第118任務部隊は、1980年代のプライムチャンス作戦に参加した。ペルシア湾に展開していたアメリカ海軍艦艇からOH-58 カイオワを飛ばし、イランに対する警戒活動を実施した。1991年1月15日に第118任務部隊は、第17騎兵連隊第4大隊に改称された。その後、1991年の湾岸戦争では、第18航空旅団に所属していた。

### 21世紀

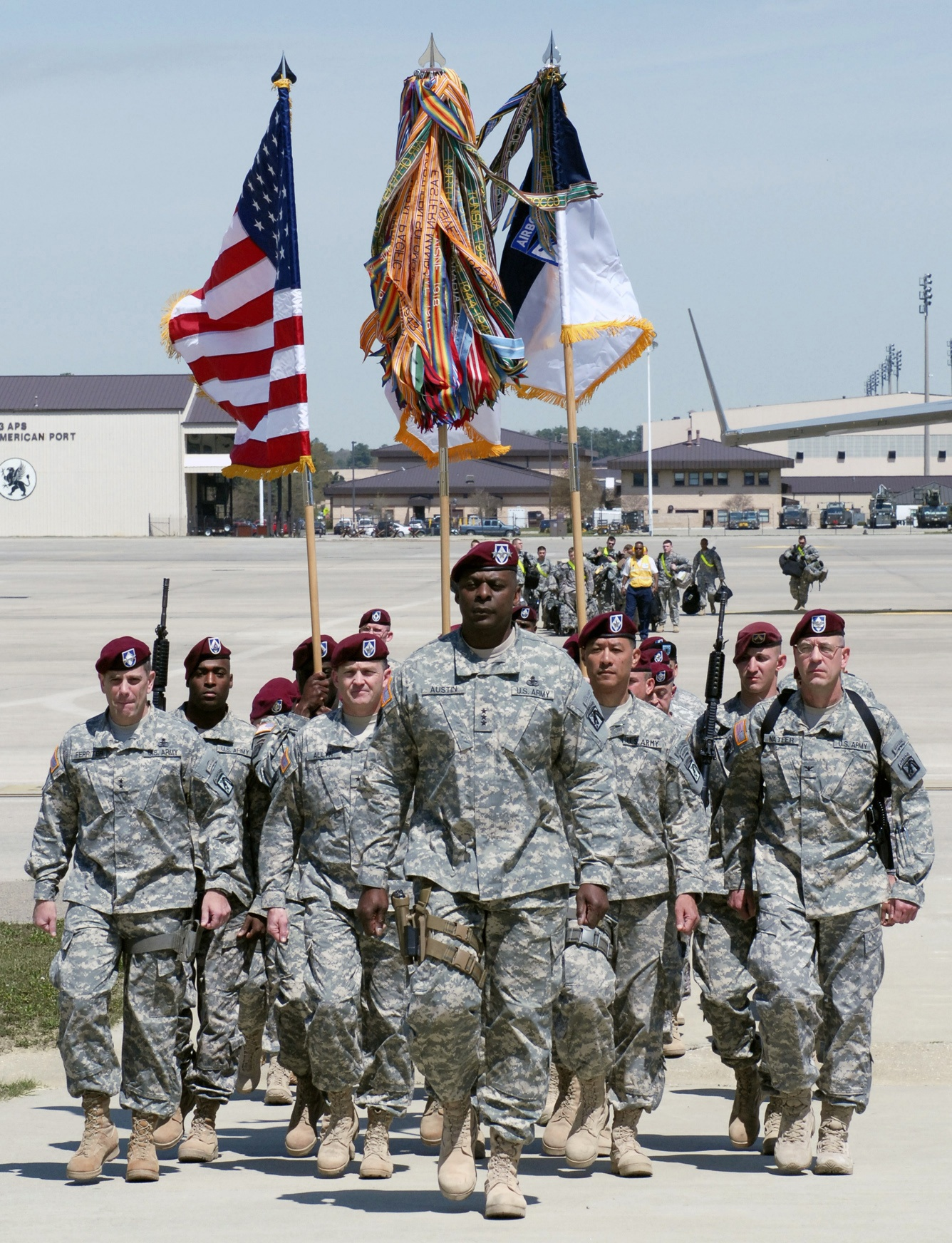
イラク戦争からの帰還式における第18空挺軍団司令官のロイド・オースティン中将(2009年)

第18空挺軍団司令部は、2002年5月から2003年にかけて、第180合同統合任務部隊の一部として、アフガニスタンに配備された。
2005年1月から2006年1月にかけて、イラク多国籍軍団(MNC-I)の一部として、イラクの首都バグダードに配備された。帰還後、第18空挺軍団と部隊に対する、近代化のための米軍再編計画が開始された。
前任のアメリカ陸軍参謀総長は、アメリカ陸軍再編の過程で、第18空挺軍団はコスト削減措置として空挺(特にパラシュート)能力を喪失すると述べた。第82空挺師団も同じく空挺能力を失うと述べた。この計画は、アメリカ陸軍の部隊を師団ベースから旅団ベースに移行する過程に組み込まれるとされている。これにより全ての空挺師団は解体され、特にパラシュート降下部隊は、全て旅団になることを意味している。それでも、伝統的及び歴史的な観点から、引き続き第18空挺軍団と呼称される。
現在、第18空挺軍団と他の2つの軍団は、所属する師団を軍団の指揮下からアメリカ陸軍総軍の直轄に移行し、中間者としての軍団の地位を喪失する過程にある。これは軍団が、特定の所属部隊を指揮する中間者ではなく、作戦の度に適切な任意の部隊を指揮、展開できるようにするためであり、陸軍のモジュール化計画と結びついている。第3歩兵師団、第10山岳師団、第101空挺師団は、既にアメリカ陸軍総軍の指揮下に移管され、第82空挺師団も、師団がアフガニスタンから帰還した後に、アメリカ陸軍総軍に移管される。
2006年8月、第18空挺軍団は韓国に赴き、韓国陸軍及び在韓米軍とともに共同軍事演習である「ウルチフォーカスレンズ(Ulchi Focus Lens)」に参加した。
2007年4月中旬、アメリカ合衆国陸軍省は次期OIF配備スケジュールを確認し、第18空挺軍団をイラクの首都バグダードにあるキャンプ・ビクトリーに配備した。第18空挺軍団は、再びイラク多国籍軍団(MNC-I)としてアメリカ陸軍第3軍団を支援した。2007年11月には、第3軍団を完全に第18空挺軍団に置き換える予定である。第18空挺軍団は、第1機甲師団、第4歩兵師団とともに第10山岳師団第1旅団戦闘団、第82空挺師団第1旅団戦闘団が展開している。
2016年12月21日、アメリカ軍の機関紙「スター・アンド・ストライプス」は、8月に第18空挺軍団が、生来の決意作戦に参加するためイラクに展開したと発表した。12月には、第18空挺軍団司令部に加え、第1特殊部隊司令部を含む、特殊作戦統合任務部隊が生来の決意作戦のために展開した。第18野戦砲兵旅団は、高機動砲兵ロケットシステムを配備し、イラクに展開した。
2007年から、第18空挺軍団司令部にカナダ陸軍の将官が勤務している。

## 現在の編制

### 戦闘序列

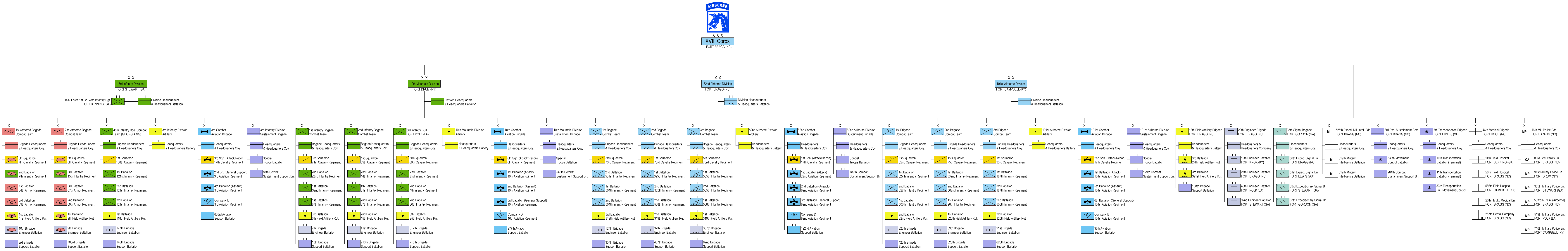
2021年時点の第18空挺軍団の編制図

第18空挺軍団、フォートブラッグ
- 第3歩兵師団、フォートスチュワート
- 第10山岳師団、フォートドラム
- 第82空挺師団、フォートブラッグ
- 第101空挺師団、フォート・キャンベル
- 第3維持コマンド(遠征)、フォートブラッグ
- 第7輸送旅団、フォート・ユースティス
- 第16憲兵旅団、フォートブラッグ
  -  第83民事大隊、フォートブラッグ(管理上は第16憲兵旅団だが、現在は第18空挺軍団の直轄)
- 第18野戦砲兵旅団、フォートブラッグ
- 第20工兵旅団、フォートブラッグ
- 第35通信旅団, フォートゴードン
- 第44衛生旅団、フォートブラッグ
- 第525遠征軍事情報旅団、フォートブラッグ

その他の支援部隊
- 第52兵器群、フォート・キャンベル・フォートブラッグ(第20CBRNEコマンド所属)
- 第108防空砲兵旅団、フォートブラッグ(第32陸軍航空・ミサイル防衛コマンド所属)
- 第18航空支援作戦群、ポープフィールド(第18空挺軍団の戦術航空支援の調整を担当するアメリカ空軍部隊)

### 戦歴
- パワーパック作戦 - ドミニカ共和国、1965年
- アージェント・フュリー作戦 - グレナダ、1983年
- ゴールデンキジ作戦 - ホンジュラス、1988年
- ニムロッドダンサー作戦 - パナマ、1989年
- ホークアイ作戦 - アメリカ領ヴァージン諸島、1989年
- ジャスト・コーズ作戦 - パナマ、1989年
- 砂漠の盾作戦 - サウジアラビア、1990年 - 1991年
- 砂漠の嵐作戦 - サウジアラビア・クウェート・イラク、1991年
- GTMO作戦 - キューバ、1991年
- ハリケーン・アンドリュー作戦 - フロリダ州、1992年
- 希望回復作戦 - ソマリア、1992年
- 民主主義の支持・維持作戦 - ハイチ、1994年
- 警戒戦士作戦 - クウェート、1994年
- ジョイント・フォージ作戦 - ボスニア、1998年
- 不朽の自由作戦 - アフガニスタン、2002年・2014年
- イラクの自由作戦 - イラク、2005年・2008年
- ユニファイド・レスポンス作戦 - ハイチ、2010年
- ニュー・ドーン作戦 - イラク、2011年
- 生来の決意作戦 - イラク・シリア、2015年 - 2016年

### 著名なメンバー
- ジョン・D・アルテンバーグ少将、アメリカ陸軍副法廷弁護人
- ロイド・オースティン大将、第18空挺軍団司令官・アメリカ中央軍司令官・第28代アメリカ合衆国国防長官
- ラフル・イートン准将、第18空挺軍団参謀長・第82空挺師団参謀長
- マイケル・C・フラワーズ准将、統合捕虜・行方不明者説明コマンド司令官
- マイケル・フリン中将、第25代国家安全保障問題担当大統領補佐官・アメリカ国防情報局長官・国際治安支援部隊司令官
- チャールズ・D・フォンド中佐、宇宙飛行士
- テレサ・キング最上級曹長、女性初のアメリカ陸軍教官軍曹(ドリル・サージェント)学校校長
- ゲイリー・ラック大将、第18空挺軍団司令官・在韓米軍司令官
- スタンリー・マクリスタル大将、国際治安支援部隊司令官
- レイモンド・オディエルノ大将、第38代アメリカ陸軍参謀総長
- ジェームズ・ピーク中将、アメリカ合衆国退役軍人長官
- デヴィッド・ペトレイアス大将、国際治安支援部隊司令官・中央情報局長官
- マシュー・リッジウェイ大将、アメリカ陸軍参謀総長
- デビッド・M・ロドリゲス大将、アメリカアフリカ軍司令官・アメリカ陸軍総軍司令官
- アーサー・D・サイモンズ大佐、ベトナム戦争中にソン・テイの襲撃を指揮
- トーマス・タッカベリー中将、第二次世界大戦・朝鮮戦争・ベトナム戦争に従軍した退役軍人
- マイケル・トムチク大佐、コンピューター起業家・VIC-1001の共同開発者
- トーマス・R・ターナー2世中将、アメリカ北方陸軍司令官
- ジェームズ・C・ヤーブロー准将、フォートポークの統合即応訓練センター司令官
- ウェイン・エア大将、カナダ陸軍参謀総長・カナダ軍国防参謀総長[15]